# Lynda Obst
Lynda Obst (* 14. April 1950 als Lynda Rosen in New York City; † 22. Oktober 2024 in Los Angeles) war eine US-amerikanische Filmproduzentin und Autorin.

## Leben
Lynda Rosen wurde 1950 in New York City als Tochter des Textilhändlers Robert A. und der Lehrerin Claire Rosen geboren und wuchs in Harrison auf. Sie hatte zwei jüngere Brüder.
Ihr Studium am Pomona College im kalifornischen Claremont schloss sie 1972 mit einem Bachelor Degree ab. Im Anschluss studierte sie Philosophie an der Columbia University.
Noch vor Abschluss ihres Studiums verließ Obst die Columbia. Sie arbeitete zunächst als Redakteurin bei The Rolling Stone History of the Sixties und wechselte dann für drei Jahre zum New York Times Magazine. 1977 gab sie bei Random House das Buch The Sixties, einen Rückblick auf die kulturell revolutionären 1960er Jahre anhand von Interviews mit wichtigen Persönlichkeiten, heraus. Nachdem ihr damaliger Mann David Obst 1979 mit ihr nach Los Angeles gezogen war, arbeitete sie zunächst für den Filmproduzenten Peter Guber bei Casablanca/PolyGram als Vice President of Creative Affairs. Unter anderem war sie dort an der Entwicklung des Stoffs für den Tanzfilm Flashdance beteiligt. Trotz ihrer Entdeckung des Stoffs und der jahrelangen Arbeit an dem Projekt erhielt sie bei der Veröffentlichung des Films über Paramount Pictures zuletzt nur einen Credit als Associate Producer, während Don Simpson und Jerry Bruckheimer als Produzenten des Films genannt wurden. Dies führte zunächst zum Bruch mit der Paramount-Produktionsleiterin Dawn Steel, mit der sie sich erst einige Jahre später wieder versöhnen sollte.
1982 begann sie ihre Tätigkeit bei The Geffen Film Company, wo sie an der Entstehung von Filmen wie Lockere Geschäfte und Die Zeit nach Mitternacht beteiligt war. Sie verließ Geffen, um nach Empfehlung von Dawn Steel mit Debra Hill die Filmproduktionsgesellschaft Hill/Obst Productions zu gründen, die zunächst für Paramount Pictures und später für Disney Filme produzierte. Gemeinsam mit Hill produzierte sie Filme wie Die Nacht der Abenteuer und den Oscar-nominierten König der Fischer.
1989 produzierte sie für Columbia Pictures Nora Ephrons Regiedebüt Showtime – Hilfe, meine Mama ist ein Star und fungierte dann als Executive Producer für Ephrons zweiten Film Schlaflos in Seattle. Danach wechselte Obst zu 20th Century Fox, wo sie die Filme Tage wie dieser …, Eine zweite Chance, Ausnahmezustand und Männerzirkus produzierte.
Nach der Produktion von Contact für Warner Bros. wechselte Obst zurück zu Paramount Pictures, wo sie zahlreiche weitere Filme produzierte. Neben Kinofilmen produzierte Obst auch Fernsehserien wie Hot in Cleveland und The Soul Man. Als Schriftstellerin schrieb sie verschiedene Bücher über die Filmindustrie und verfasste Artikel über die Rolle der Frau in der Unterhaltungsbranche. Sie schrieb unter anderem für The Huffington Post, The New York Times, Los Angeles Times und Harper’s Magazine.
Im April 2010 wurde sie mit dem We Empower Together Award ausgezeichnet.
Aus der Ehe mit David Obst ging der Sohn Oliver „Oly“ Obst (* 1978) hervor, der ebenfalls als Filmproduzent tätig ist. Obst, die mehrere Jahre an COPD litt, starb im Alter von 74 Jahren in ihrem Zuhause in Los Angeles.

## Filmografie (Auswahl)
Associate Producer:
- 1983: Flashdance

Producer:
- 1987: Die Nacht der Abenteuer (Adventures in Babysitting)
- 1988: Heartbreak Hotel
- 1991: König der Fischer (The Fisher King)
- 1992: Showtime – Hilfe, meine Mama ist ein Star (This Is My Life)
- 1996: Tage wie dieser … (One Fine Day)
- 1998: Eine zweite Chance (Hope Floats)
- 1998: Ausnahmezustand (The Siege)
- 2001: Männerzirkus (Someone Like You …)
- 2002: Abandon – Ein mörderisches Spiel (Abandon)
- 2003: Wie werde ich ihn los – in 10 Tagen? (How to Lose a Guy in 10 Days)
- 2008: Frontalknutschen (Angus, Thongs and Perfect Snogging)
- 2009: Lügen macht erfinderisch (The Invention of Lying)
- 2014: Interstellar
- 2019: The Hot Zone (Miniserie, 6 Episoden)

Executive Producer:
- 1993: Schlaflos in Seattle (Sleepless in Seattle)
- 1994: Bad Girls
- 1997: Contact
- 1999: Die Wilden 60er (The ’60s, Fernsehfilm)
- 2010–2015: Hot in Cleveland (Fernsehserie, 124 Episoden)
- 2012–2014: The Soul Man (Fernsehserie, 10 Episoden)
- 2014–2015: Helix (Fernsehserie, 15 Episoden)
- 2015–2016: Good Girls Revolt (Fernsehserie, 10 Episoden)
- 2021: The Hot Zone (Miniserie, 6 Episoden)

## Schriften
- als Lynda Rosen Obst: The Sixties: The Decade Remembered Now, by the People Who Lived It Then. (Hrsg.) Random House, Rolling Stone Press Book, New York, 1977, ISBN 978-0-394-73239-8.
- mit Carol Wolper: Dirty Dreams: A Novel. Penguin Books Ltd, 1990, ISBN 978-0-453-00731-3.
- Hello, He Lied: And Other Truths from the Hollywood Trenches. Little Brown & Co, 1996, ISBN 978-0-316-62211-0.
- Sleepless in Hollywood: Tales from the New Abnormal in the Movie Business. Simon & Schuster, 2013, ISBN 978-1-476-72774-5.